# Porocottus tentaculatus
Porocottus tentaculatus är en fiskart som först beskrevs av Kner, 1868.  Porocottus tentaculatus ingår i släktet Porocottus och familjen simpor. Inga underarter finns listade i Catalogue of Life.